# Live in Chicago (альбом Літтла Волтера і Отіса Раша)
Live in Chicago — спільний концертний альбом американських блюзових музикантів Літтла Волтера і Отіса Раша, випущений у 1970 році лейблом Intermedia.

## Опис
Альбом Live in Chicago був записаний 20 травня 1966 року під час концерту на Чиказькому блюзовому фестивалі. Перші чотири композиції (включаючи кавер-версії «May Be the Last Time» і «I Got You (I Feel Good)» Джеймса Брауна) виконує гітарист Отіс Раш зі своїм гуртом, склад якого невідомий. Інші чотири композиції (зокрема «Goin' Down Slow» Джеймса Одена) виконує гармоніст Літтл Волтер з гітаристом Семмі Лоугорном, басистом Джуніором Петтісом і ударником Фредом Белоу.
Альбом вийшов у 1970 році на лейблі Intermedia, дочірньому Soundwave International. Пізніше перевидавався на лейблах Blue Moon (1986), Cleo, Tomato (1994).

## Список композицій
1. Отіс Раш: «It's So Hard for Me to Believe You Baby» (Отіс Раш) — 6:01
2. Отіс Раш: «May Be the Last Time» (Джеймс Браун) — 4:03
3. Отіс Раш: «I Got You (I Feel Good)» (Джеймс Браун) — 3:00
4. Отіс Раш: «Otis' Blue» (Отіс Раш) — 4:02
5. Літтл Волтер: «Goin' Down Slow» (Джеймс Оден) — 4:24
6. Літтл Волтер: «Walter's Blues» (Волтер Джейкобс) — 3:32
7. Літтл Волтер: «Lovin' You All The Time» (Волтер Джейкобс) — 4:44
8. Літтл Волтер: «Blue Mood» (Волтер Джейкобс) — 3:28

## Учасники запису
- Отіс Раш (1—4) — вокал, гітара
- Літтл Волтер (5—8) — вокал, губна гармоніка
- Семмі Лоугорн — гітара (5—8)
- Джуніор Петтіс — контрабас (5—8)
- Фред Белоу — ударні (5—8)

Технічний персонал
- Роберт Шерл — текст